# 千歳通 (豊川市)
千歳通（ちとせどおり）は愛知県豊川市の地名及び市道（千歳通）を指す。こちらは町名について述べる。

## 地理
- 南大通から牛久保駅通を挟んで中央通(姫街道)へと出る。
- 金屋本町、金屋町、金塚町、山道町、塔ノ木町、光輝町、明野町、南大通、牛久保駅通、中央通と接している。

### 交通
- 牛久保駅通(市道についてはこちらで述べている。)
- 千歳通(市道の記述はこちら)
- 南大通(豊川街道)

### 施設
- アイレクスプラザ
- 丸亀製麺 豊川
- イズモホール豊川
- V・drag 千歳通店
- ディスカウントドラッグコスモス 千歳通店
- ラーメン魁力屋 千歳通店
- クスリのアオキ 千歳通店
- 豊川公共職業安定所 ハローワーク豊川
- ピザハット 豊川店
- 末広総合保健事務所

## 歴史

### 沿革
- 1960年（昭和35年） - 豊川市北金屋町・中条町・牛久保町の各一部により、同市千歳通が成立[1]。

#### WEB
1. ↑  “大字別住民登録人口”.   豊川市 (2023年5月12日). 2023年7月9日閲覧。
2. ↑  “市外局番の一覧” (PDF).   総務省 (2022年3月1日). 2022年3月22日閲覧。
3. ↑  “ナンバープレートについて”.   一般社団法人愛知県自動車会議所. 2024年1月21日閲覧。

#### 書籍
1. ↑  「角川日本地名大辞典」編纂委員会 1989, p. 829.